# Cantón de Acheux-en-Amiénois
El cantón de Acheux-en-Amiénois era una división administrativa francesa, que estaba situada en el departamento de Somme y la región de Picardía.

## Composición
El cantón estaba formado por veintiséis comunas:
- Acheux-en-Amiénois
- Arquèves
- Authie
- Bayencourt
- Bertrancourt
- Bus-lès-Artois
- Coigneux
- Colincamps
- Courcelles-au-Bois
- Englebelmer
- Forceville
- Harponville
- Hédauville
- Hérissart
- Léalvillers
- Louvencourt
- Mailly-Maillet
- Marieux
- Puchevillers
- Raincheval
- Saint-Léger-lès-Authie
- Senlis-le-Sec
- Thièvres
- Toutencourt
- Varennes
- Vauchelles-lès-Authie

## Supresión del cantón de Acheux-en-Amiénois
En aplicación del Decreto nº 2014-263 de 26 de febrero de 2014, el cantón de Acheux-en-Amiénois fue suprimido el 22 de marzo de 2015 y sus 26 comunas pasaron a formar parte del nuevo cantón de Albert.